# Бастионски систем
Бастионски систем је комбинација неколико бастионских фронтова ојачаних додацима. Доминира у фортификацији од 16. до краја 19. вијека, јер омогућава снажну одбрамбену ватру испред бедема тврђаве.
Мане система су биле: чврстина одбране зависна од сусједних рејона, нетучен простор испред тврђаве доста велик, ограничен простор за смјештај артиљерије на главном правцу одбране, и скупа израда. Напушта се појавом брзометне и далекометне артиљерије.
Има више бастионских система који се разликују по изгледу, распореду, и другим особинама. То су староиталијански, новоиталијански, старонизоземски, пруски, Вобанов, мезјерски и новонизоземски бастионски систем, респективних фортификацијских школа.